# NGC 5836
NGC 5836 ist eine 13,9 mag helle Balkenspiralgalaxie vom Hubble-Typ SB(rs)b im Sternbild Kleiner Bär am Nordsternhimmel, die schätzungsweise 327 Millionen Lichtjahre von der Milchstraße entfernt ist. 
Das Objekt wurde am 16. März 1785 von Wilhelm Herschel mit einem 18,7-Zoll-Spiegelteleskop entdeckt, der sie dabei mit „eF, vS, lE, 2 very small stars in it“ beschrieb.